# Serie 8000

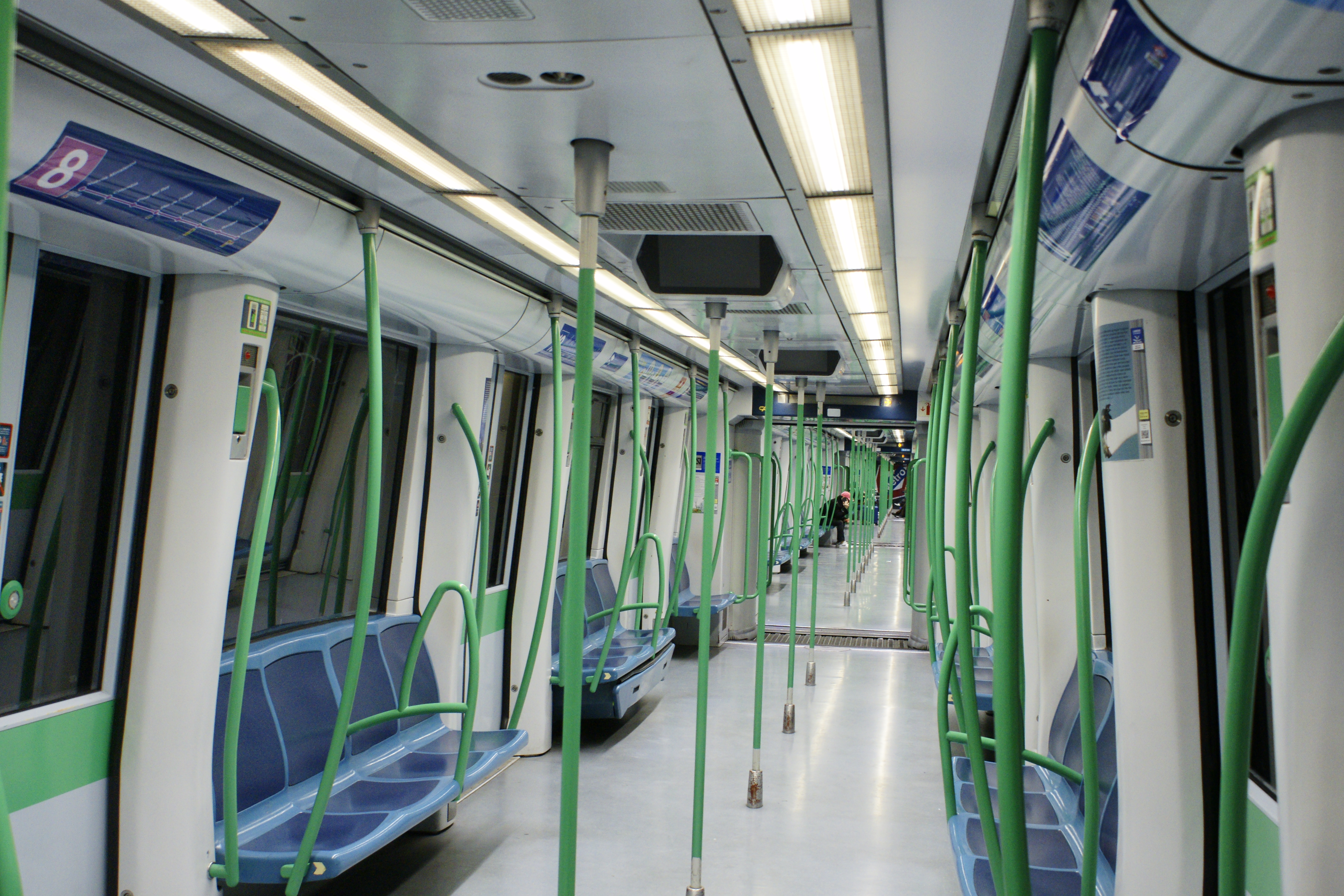
Interior de un tren serie 8000 primer lote.

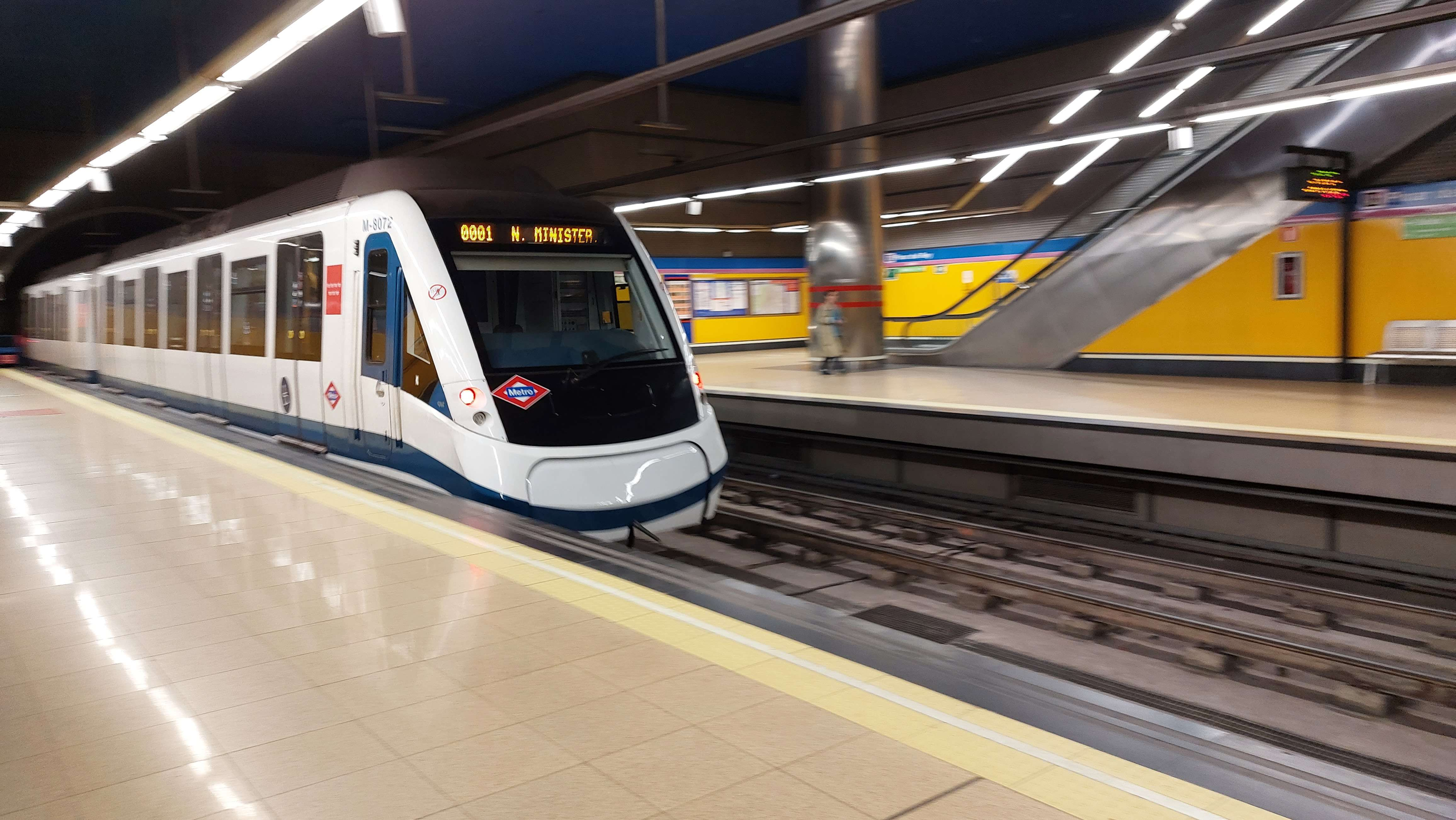
Serie 8000 segundo lote con repintado de primer lote en la estación de Pinar del Rey

La serie 8000 es un tipo de tren de gálibo ancho del metro de Madrid construido por CAF y Alstom durante los años 2000-2003 y por CAF entre 2008 y 2011 que presta servicio en las líneas 6, 8, 9, 10, 11 y 12.
Los trenes de esta serie están divididos en dos grupos: monotensión 1500Vcc, desde el M-8001, y bitensión 600/1500Vcc desde el M-8403; motivo por el que a estos últimos se les conoce como 8400.

## Historia
El 29 de febrero de 2000 Metro de Madrid suscribió un contrato con las fabricantes CAF y Alstom para el suministro de 47 unidades de 3 coches ampliables a 6, destinadas a prestar servicio en las líneas 8 y 12 (37 trenes) y de refuerzo para otras líneas (10 trenes). En diciembre de 2001 entraron en servicio las primeras 10 composiciones en la línea del aeropuerto.
Debido al retraso en la entrega de los primeros trenes de la serie 7000, desde que se reabrió la línea 10 bajo 1500Vcc en el año 2002, también prestaron servicio en ella en trenes de doble composición.
El 11 de abril de 2003 entró en servicio el Metrosur, con su flota de 27 trenes prácticamente completa.
En el marco del plan de ampliación y mejora del metro de Madrid desarrollado entre 2007 y 2011, la Comunidad de Madrid adjudicó a CAF la fabricación de 43 nuevos trenes 8000. 30 de ellos serían bitensión de 6 coches para la línea Circular, 7 unidades monotensión de 4 coches para repartir entre líneas 8 y 11, y ocho de 3 coches para la línea 12.
En mayo de 2010 se pudo ver en pruebas con viajeros trenes 8400 del primer lote en la línea 6, aunque no fue hasta el 20 de diciembre del mismo año cuando entraron en servicio los primeros trenes de nueva fabricación, tanto en la Circular como en la 11.

## Características
Todos los coches de la serie 8000 son de gálibo ancho, tienen 4 puertas por costado, disponen de aire acondicionado, pantallas de televisión, teleindicadores de LED, sistema de extinción de incendios mediante agua nebulizada, interfono de comunicación con el conductor y sistemas de protección y conducción ATP y ATO. Al igual que en la serie 7000, los coches están intercomunicados mediante fuelles, con lo que se facilita el tránsito en el interior del tren.

### Tipos de coche
Las composiciones de esta serie pueden estar formadas usando tres tipos distintos de coche: los M (motor con cabina con 22 asientos y capacidad para 171 personas de pie ), S (motor intermedio con 28 asientos y capacidad para 193 personas de pie) y R (remolque intermedio con la misma capacidad del coche S).

### Numeración de las composiciones
Todos los trenes están diseñados para circular con 6 coches. Sin embargo, sólo los 30 de la línea 6 tienen su composición completa. Con previsión de futuro, los coches extremos siempre llevan la numeración que le correspondería si fuera un tren de 6 coches y, los intermedios, la numeración máxima posible. Por ejemplo, la primera composición de la serie está formada por los coches M-8001+S-8004+R-8005+M-8006. Como se puede observar, faltan los coches R-8002 y S-8003 que se fabricarán cuando se complete la composición.
Por este motivo se da también que el primer coche de la subserie 8100 sea el M-8103 en lugar del M-8101, ya que si no el tren inmediatamente anterior no podría tener 6 coches.

### Interior
En los trenes de la primera remesa (14 8000, 27 8100 y 10 8400) predomina el color verde claro en las puertas y barras, mientras que los revestimientos de plástico son de un color verde azulado. Por su parte, el suelo tiene un tono azul. En los coches extremos hay una plaza reservada para las sillas de ruedas.

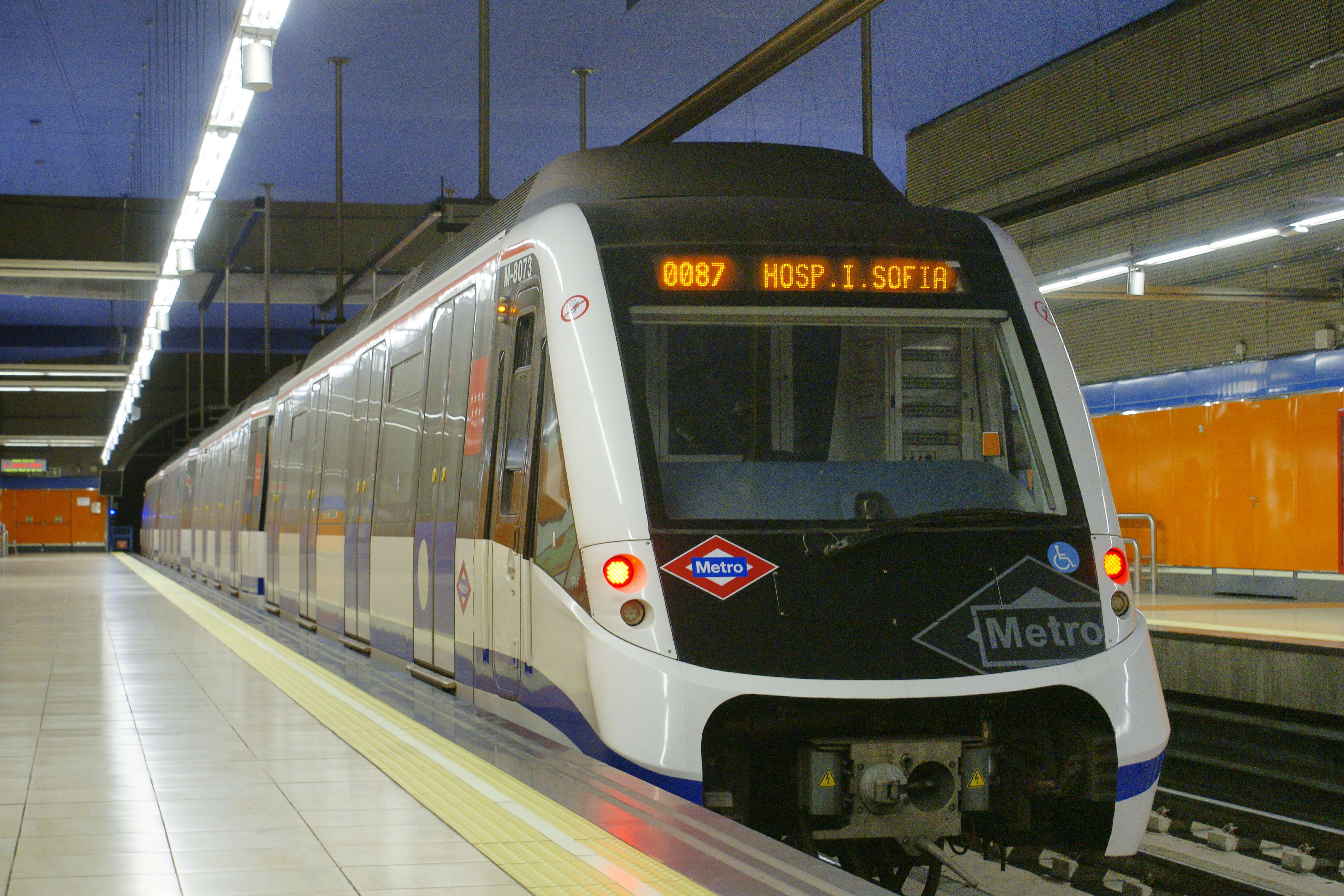
Una unidad 8000 del segundo lote.

Por su parte, los trenes de la segunda remesa (30 8400 y 15 8000) tienen los revestimientos de color blanco cremoso, las barras amarillas y el suelo rojo. En el caso de los de la línea 6, además del espacio para sillas de ruedas también disponen de un hueco para el transporte de bicicletas en los coches extremos.

## Subseries
Cuando se adquirieron en el año 2000, los trenes de la serie 8000 se subdividieron en 3 subseries distintas:

### 8000
Eran 10 composiciones (formadas por los coches del M-8001 al M-8060) destinadas a la línea 8 cuya diferencia con las de la línea 12 era que disponían de maleteros para el transporte de equipaje. Además, con la inauguración del servicio de facturación de maletas en Nuevos Ministerios, en los coches motores impares se les habilitó un compartimento aislado para el transporte de los contenedores, aunque posteriormente, debido al bajo uso de estos, fueron retirados.
En el año 2006 estos 10 trenes fueron ampliados en un coche, del tipo S.
Con la llegada de los trenes monotensión del segundo lote, esta subnumeración continuó creciendo, ya que el primer coche es el M-8061, que circula en la línea 11.

### 8100
A partir del M-8103 se empezó a numerar a los 27 trenes de 3 coches destinados a la línea 12 cuyas características eran similares a las anteriores, pero se decidió numerarlas aparte. Por eso se da el caso que el coche M-8066 es 8 años más moderno que el M-8121.
Entre 2006 y 2007, con el segundo lote, las primeras cuatro composiciones de esta subnumeración recibieron un cuarto coche, del tipo S, y pasaron a formar parte del parque móvil de la línea 8.

### 8400
Los trenes bitensión de la serie 8000 comienzan su numeración a partir del coche M-8403. Originalmente sólo había 10 de este tipo, destinados a hacer refuerzos en todas las líneas de gálibo ancho. La que más han frecuentado de 600Vcc es la 9. Bajo 1500Vcc equipan una cadena de tracción distinta al del resto de la serie, motivo por el que suenan distintos. Dicha cadena de tracción fue la misma utilizada en la serie 3000, motivo por el que el sonido es similar.
Los nuevos trenes, de la línea 6, como pertenecen a la serie 8000 y son bitensión, son de la subnumeración 8400. Por este motivo, el primer coche de este segundo lote de trenes es el M-8463.
Por razones propagandísticas, la Comunidad de Madrid ha vendido estos trenes como una nueva serie distinta de los de 2003; sin embargo, como se puede comprobar tan solo por la numeración y las características comunes, no es algo real.

## Más información
- Metro de Madrid
- Ficha técnica en CAF

- Datos: Q10376288
- Multimedia: Series 8000 of Metro Madrid / Q10376288